# 울산온라인학교
울산온라인학교는 울산광역시 북구에 있는 공립 각종학교이다.

## 연혁
- 2025년 3월 1일 : 호계초등학교 부지에 개교[1]